# Владимировка (Очаковский район)
Владимировка (укр. Володимирівка) — село в Очаковском районе Николаевской области Украины.
Население по переписи 2001 года составляло 181 человек. Почтовый индекс — 57520. Телефонный код — 5154. Занимает площадь 0,77 км².

## Местный совет
57520, Николаевская обл., Очаковский р-н, с. Каменка, ул. Очаковская, 36/1